# 智利比索
智利比索為智利流通貨幣。現在流通的比索發行于1975年，之前智利比索曾在1817年到1960年期間發行過。貨幣編號CLP。輔幣單位為分，1比索=100分。

## 流通中的貨幣

### 硬幣

智利現在流通的硬幣。

- 1 比索
  - 正面：
  - 背面：稻草、面值、年份
- 5 比索
  - 正面：
  - 背面：稻草、面值、年份
- 10 比索
  - 正面：
  - 背面：稻草、面值、年份
- 50 比索
  - 正面：
  - 背面：稻草、面值、年份
- 100 比索
  - 正面：
  - 背面：稻草、智利国徽、面值、年份
- 500 比索
  - 正面：
  - 背面：稻草、面值、年份

### 塑膠幣
- 1000 比索
  - 正面：伊格納西奧·卡雷拉·平托
  - 背面：百內國家公園
- 2000 比索
  - 正面：曼努埃爾·羅德里格斯
  - 背面：隆基邁火山
- 5000 比索
  - 正面：加夫列拉·米斯特拉爾
  - 背面：拉坎帕納國家公園
- 10000 比索
  - 正面：阿瑟·普拉特
  - 背面：阿爾韋托德阿戈斯蒂尼國家公園
- 20000 比索
  - 正面：安德烈斯·貝略

智利流通中最新款的塑膠幣。

  - 背面：Salar de Surire Natural Monument

## 外部連結
- 智利比索紙幣介紹 （页面存档备份，存于）
- 唐的世界硬币画廊：Chile
- 罗恩·怀斯的世界纸币：Chile 镜像网站
- 环球货币历史：Chile
- 《环球金融资料》系列：Chile Peso
- 《环球金融资料》货币历史表格（ 微软试算表格式）
- 智利钞票 （页面存档备份，存于） （英文）（德文）